# 纹章学

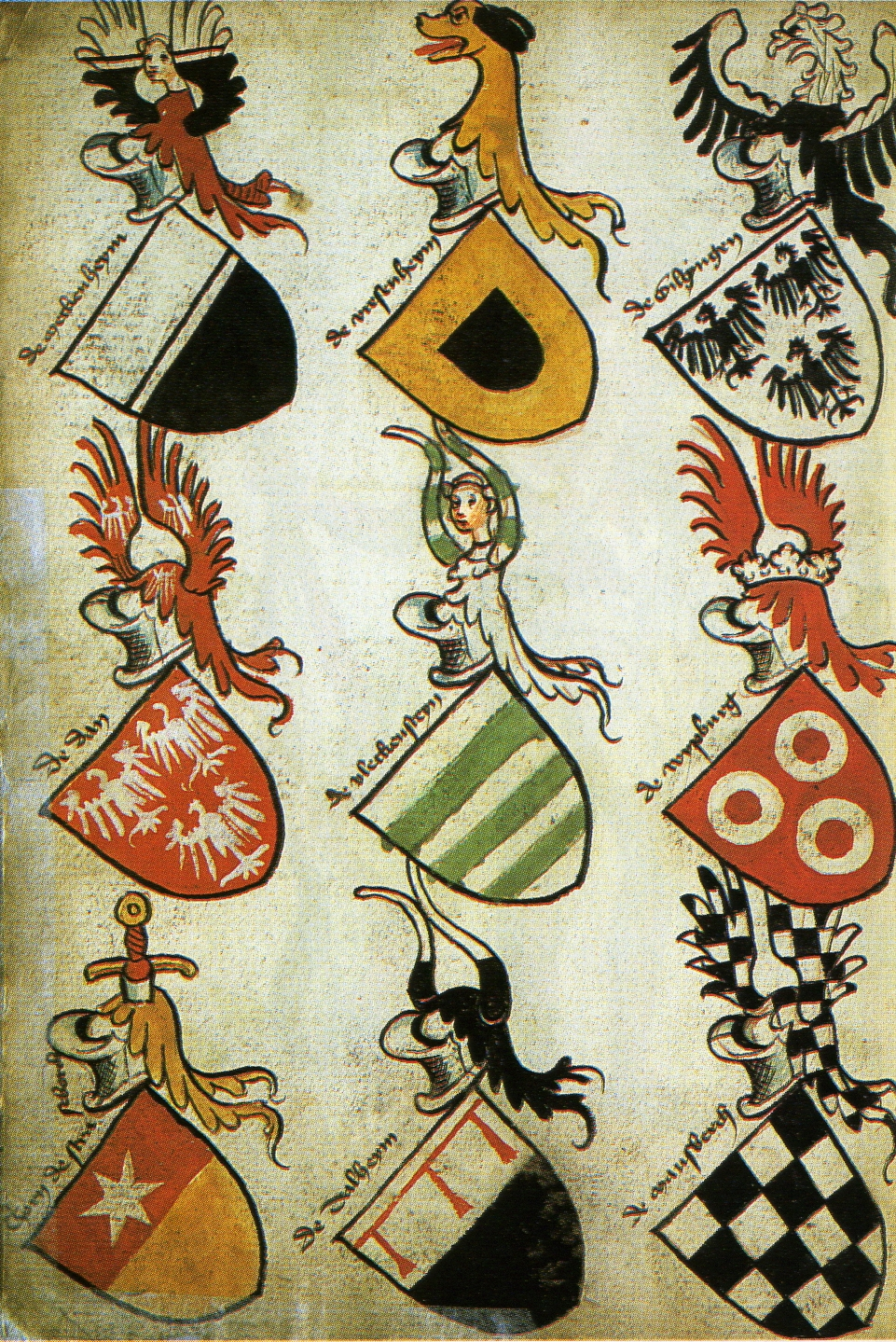

纹章学（法文：héraldique；德文：heraldik；英文：heraldry）是西方一門研究紋章的設計與應用的學問。紋章學一詞源自「傳令官」（古法語：heraut, hiraut），據說在中世紀的馬上比武大會上，騎士全身披掛，全靠盾牌上的紋章才搞得清誰是誰，大會上的傳令官就憑紋章而向觀眾報告騎士的比武情況（有點像今日的体育解说员），漸漸「傳令官」成了「紋章專家」的代名詞，紋章學一詞也就由此衍生。紋章的構圖、用色都有嚴格的規定，其研究除了作為文化史的一部分，還有助於歷史考證，例如用於斷定宗譜及鑑定藝術品、文物的年分。

## 纹章的起源

### 早期历史
早在上古时代，不同的部落就试图用具象的方式展现他们的特色：服装和头饰上分别拥有不同的颜色及符号，尤其是动物符号及相应的各类早期神祇。此种外在差别使得在战场上分辨不同部落的战士成为可能。
此种风俗承传到早期文明出现之后，战士们——尤其是古巴比伦、波斯及中国的将军们偏好于为他们的军队制作具有同一图示或者文字符号的盾牌和旗帜。在古希腊战士的盾牌上也能找到不同种类的动物：如狮子、战马，猎狗，野猪或者猛禽。古罗马军团也使用他们独有的象征物。
在这一时期，盾牌上的图形元素仅有装饰的作用。在战斗中，对区分敌我產生决定性作用的是军团旗帜，战斗小组所持三角旗及战士服装颜色的差别。虽然此些粗糙的，仅仅颜色上的差别使得在较远的距离也可分辨敌我，不過，这些颜色却会在每次战役，甚至每次战斗开始之前被指挥官们重新选择——就像是足球俱乐部在每个赛季和每场比赛开始之前会选择不同的球衣颜色一样（为了同对手的颜色区分开来）。
在此基础之上，慢慢形成了较为固定的战旗样式（时至今日，也有一些战团在国家规定的旗帜之外，选择使用代表本团精神的特色旗帜，颜色和标志。），这些相对简单的颜色和标志也被统一制作到战士们的盾牌上，并逐渐演变出了盾牌纹章。

### 中世纪
封建时代到来之后，领主们也开始选择属于他们自己的象征符号。在封建时代的大战役中，成百上千的战团参与其中。战士们的装备差异，因为兵装制造者们更频繁的技术交流，以及战团中普遍采用的、缴获后即收归己用的制度，也渐渐变得不那么明显。在这样的大趋势下，盾牌上使用的颜色和符号变得越来越重要，人们也更倾向于使用更多的颜色和几何形状的组合。
直到十二世纪中叶，纹章的颜色及符号仍只和战士本人相關。使用者自己决定使用哪一个符号，以及在他作为战士的职业生涯中，是否需要改变这些符号。比如十一世纪的“貝葉掛毯”就织有某些盎格鲁萨克逊和诺曼战士的盾牌和战旗图样，这些战士参加了1066年的黑斯廷斯战役。
在这个属于征服者威廉的时代君主们也穿上了轻盔甲，并且这盔甲的重量在稍后数百年间变得越来越重，开放式的头盔被全包的骑士盔所取代，这也同时遮住了身穿盔甲者的脸。十字军东征中，每次战役都有为数众多的领主加入，这大大地促进了纹章学的发展。
纹章的另一个存在理由归功于中世纪和平时期骑士之间（在后期甚至是骑士团之间）的、以武技竞赛和表演为目的的各类竞赛。战斗本身高度程式化，在单挑中落败的骑士通常会输掉他的马和盔甲，而那些在当时是十分昂贵的。十二世纪的骑士们，在全身铠甲的包裹之下，人们几乎认不出他们来。因此，参赛者们通常将他们的、或者他们主人的纹章装饰在盾牌上。十三世纪初，就连低等骑士们也被允许使用属于他们自己的纹章了。
在纹章学的萌芽时期（12世纪），这些纹章基本上遵循实用主义的教条。纹章上标示的绘制是十分重要的，通过这些标示，竞赛的主持者才便于在比赛开始之前呼唤相应的骑士。通过无休止的战斗，某些纹章逐渐累积了相当的声望，人们开始在自己的家族房屋上使用这些纹章以表明自己的身份。自然而然的，纹章上所使用的色彩及组成元素也开始展示家族亲属之间的关系，有些纹章甚至如此地被人们所知，以至于它们还附带上了简短的标记名称（通常以绶带文字的方式，就像现代国徽绶带上的文字）

### 文艺复兴时期

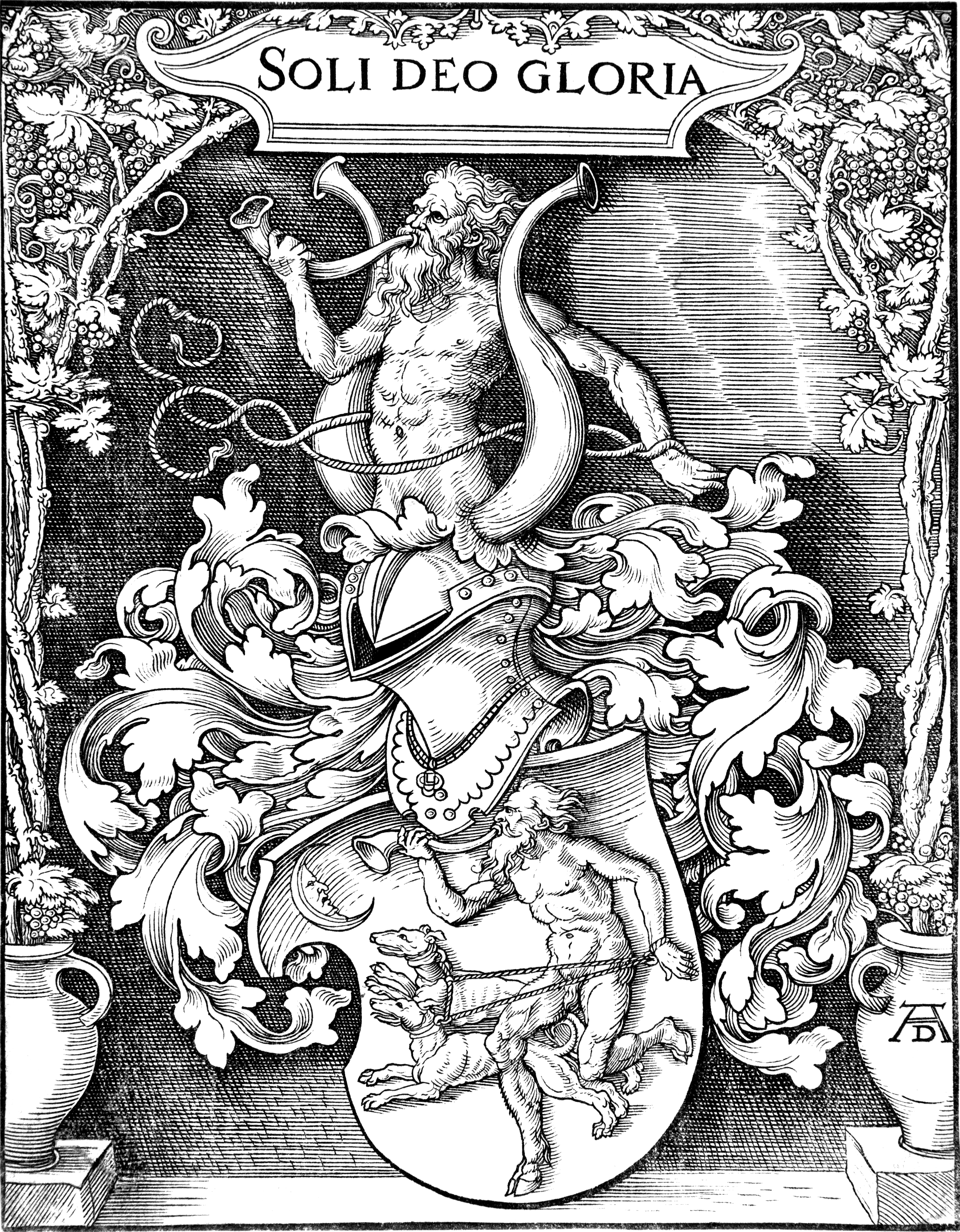
约翰·切尔特的纹章 (捷克语 恶魔), 阿尔布莱希特·杜尔, 1521年, 汉堡艺术博物馆, 文艺复兴式

### 教堂纹章
参见教宗牧徽

## 紋章的設計
最簡單的紋章，就是什麼圖案也沒有的單色紋章，但這種紋章很少見，大部分紋章由多於一種顏色組成，並附有圖案。

### 外框
紋章外框的形狀沒有嚴格的規定，但多為盾牌形，女性用的紋章則多為菱形。

### 用色
紋章學最嚴格的規則在於用色。顏色分為兩類，一類為金屬色，包括金、銀兩色，一類為普通色，包括藍、紅、紫、黑、綠。紋章學的顏色只是概念性的，肉眼看來的深淺不同無關重要，譬如金、黃可以通用，銀、白也可以；血紅色和桃紅色均屬於紅色，沒有區別。用色的原則是：屬同類顏色的，不可以毗鄰。譬如金色不可跟銀色毗鄰，紅色不可跟紫色毗鄰。這條規則的原意顯然是為了形成深淺對比，使紋章看起來鮮明易辨。現代的國旗也大多遵從這條規則。

### 方向
在紋章學中，方向是以紋章本身的相對方位為準，而不是觀察者。

### 圖象

卡斯蒂利亚-莱昂的暗語紋章：城堡代表卡斯蒂利亚王國（Castile），獅子代表萊昂王國（León）

紋章上的圖象本身有著不同的意義，但暗語紋章則是一種利用圖象式雙關語暗示持有者名字的紋章，即圖象所代表事物的發音與紋章持有者的名字相同。